# 에스더와 왕
에스더와 왕(Esther And The King)은 미국에서 제작된 마리오 바바 감독의 1960년 드라마 영화이다. 조안 콜린스 등이 주연으로 출연하였고 라울 월쉬 등이 제작에 참여하였다.

## 출연

### 주연
- 조안 콜린스
- 리처드 이간

### 조연
- 데니스 오데
- 세르지오 판토니
- 릭 바타글리아
- 레나토 발디니
- 가브리엘 틴티
- 로살바 네리
- 다니엘라 로카
- 로버트 뷰캐넌
- 폴코 룰리